# Maxime Struijs
Maxime Struijs (Amsterdam, 24 maart 1994) is een Nederlandse handbalster die uitkomt in de Duitse Handbal-Bundesliga voor SV Union Halle-Neustadt.
Struijs begon haar carrière op achtjarige leeftijd bij VOC. In 2014 vertrok ze naar de Duitse 1. Bundesliga club DJK/MJC Trier. Na één seizoen maakte ze de overstap naar de Bundesliga-club Frisch Auf Göppingen. Hier kreeg ze een centrale rol in de opbouw. Na het seizoen 2017/2018 zou ze vertrekken naar Bad Wildungen Vipers, waar ze een tweejarig contract had getekend.